# Francis Grant
Sir Francis Grant (født 18. januar 1803 i Kilgraston, Perthshire, død 5. oktober 1878 i London) var en skotsk maler. 
Grant, der 1857 blev medlem af og i 1866 præsident for Londons Kunstakademi, var en i den fornemme verden meget yndet portrætmaler, der med stor elegance gengav personerne stærkt idealiserede uden dybtgående karakteristik i virkningsfulde landskabelige omgivelser, særlig med heste og jagthunde (som til tider Edwin Henry Landseer malede for ham). Til de mest kendte hører: Dronning Victoria til hest (1841), Feltmarskal Lord Clyde (1861), Elgin (1862), Disraeli (1863), Hertugen af Cambridge (1868), Palmerston (1874), Lord Herbert, Lord John Russell, Macaulay, Viscount Hardinge på slagmarken, Lord Campbell.